# Karl Hohmann
Karl Johann Hohmann (* 19. Juni 1908 in Benrath, heute zu Düsseldorf; † 30. März 1974 in Düsseldorf) war ein deutscher Fußballspieler und -trainer.

## Spielerkarriere

### Vereine
Hohmann begann achtjährig beim VfL Benrath mit dem Fußballspielen und rückte zur Saison 1929/30 – dem Jugendalter entwachsen – in die Erste Mannschaft auf. In den vom Westdeutschen Spiel-Verband ausgetragenen Meisterschaften bestritt er bis Saisonende 1932/33 im Bezirk Berg-Mark Punktspiele. Am Ende seiner Premierensaison im Seniorenbereich gewann er mit der Bezirksmeisterschaft bereits seinen ersten regionalen Titel. 1932/33 als Sieger der Gruppe A hervorgegangen, verlor er mit seiner Mannschaft das Finale um die Bezirksmeisterschaft gegen Fortuna Düsseldorf, dem Sieger der Gruppe B, nach Hin- und Rückspiel im Gesamtergebnis mit 3:4. Mit dem 3:1-Sieg am 30. April 1933 über Schwarz-Weiß Essen gewann er jedoch den Westdeutschen Pokal, wie schon am 24. April 1932 beim 3:2-Sieg über den Rheydter Spielverein.
Von 1933 bis 1937 spielte er in der Gauliga Niederrhein, in einer von zunächst 16, später auf 23 aufgestockten Gauligen zur Zeit des Nationalsozialismus als einheitlich höchste Spielklasse im Deutschen Reich. Aus der Premieren- und der Folgesaison ging er mit seiner Mannschaft als Gaumeister hervor und nahm infolgedessen an den jeweiligen Endrundenspielen um die Deutsche Meisterschaft teil. Für den VfL Benrath bestritt er 15 Endrundenspiele, in denen er neun Tore erzielte; des Weiteren wurde er in neun Spielen um den Tschammerpokal eingesetzt, in denen er zehn Tore erzielte.
Von 1937 bis 1939 spielte er für den FK Pirmasens in der Gauliga Südwest, mit dem er nach seiner zweiten Saison in die Bezirksliga abstieg.

### Nationalmannschaft
Für die A-Nationalmannschaft bestritt er 26 Länderspiele, in denen er 20 Tore erzielte. Sein erstes gelang ihm bei seinem Debüt als Nationalspieler am 7. September 1930 in Kopenhagen bei der 3:6-Niederlage gegen die Nationalmannschaft Dänemarks mit dem Treffer zum 3:5 in der 68. Minute.
Er nahm mit der Mannschaft an der Weltmeisterschaft 1934 in Italien teil und schloss das Turnier als Drittplatzierter ab. Da er beim 2:1-Sieg im Viertelfinale gegen die Nationalmannschaft Schwedens – er erzielte beide Tore – durch den Zusammenprall mit dem schwedischen Torwart Anders Rydberg eine Verletzung davontrug, konnte er im Halbfinale gegen die Tschechoslowakei sowie im Spiel um Platz 3 nicht eingesetzt werden.
Ferner nahm er mit der Nationalmannschaft am olympischen Fußballturnier 1936 in Berlin teil und bestritt am 4. August das mit 9:0 gewonnene Achtelfinale gegen die Nationalmannschaft Luxemburgs. Mit der überraschenden 0:2-Niederlage gegen die Nationalmannschaft Norwegens schied er mit seiner Mannschaft bereits im Viertelfinale aus dem Turnier aus.
Sein letztes Länderspiel für den DFB krönte er am 25. Juni 1937 in Riga beim 3:1-Sieg über die Nationalmannschaft Lettlands mit dem Treffer zum 1:0 in der zehnten Minute.
Am 28. Januar 1938 beantragte er die Aufnahme in die NSDAP und wurde rückwirkend zum 1. Mai 1937 aufgenommen (Mitgliedsnummer 5.518.809).

## Erfolge

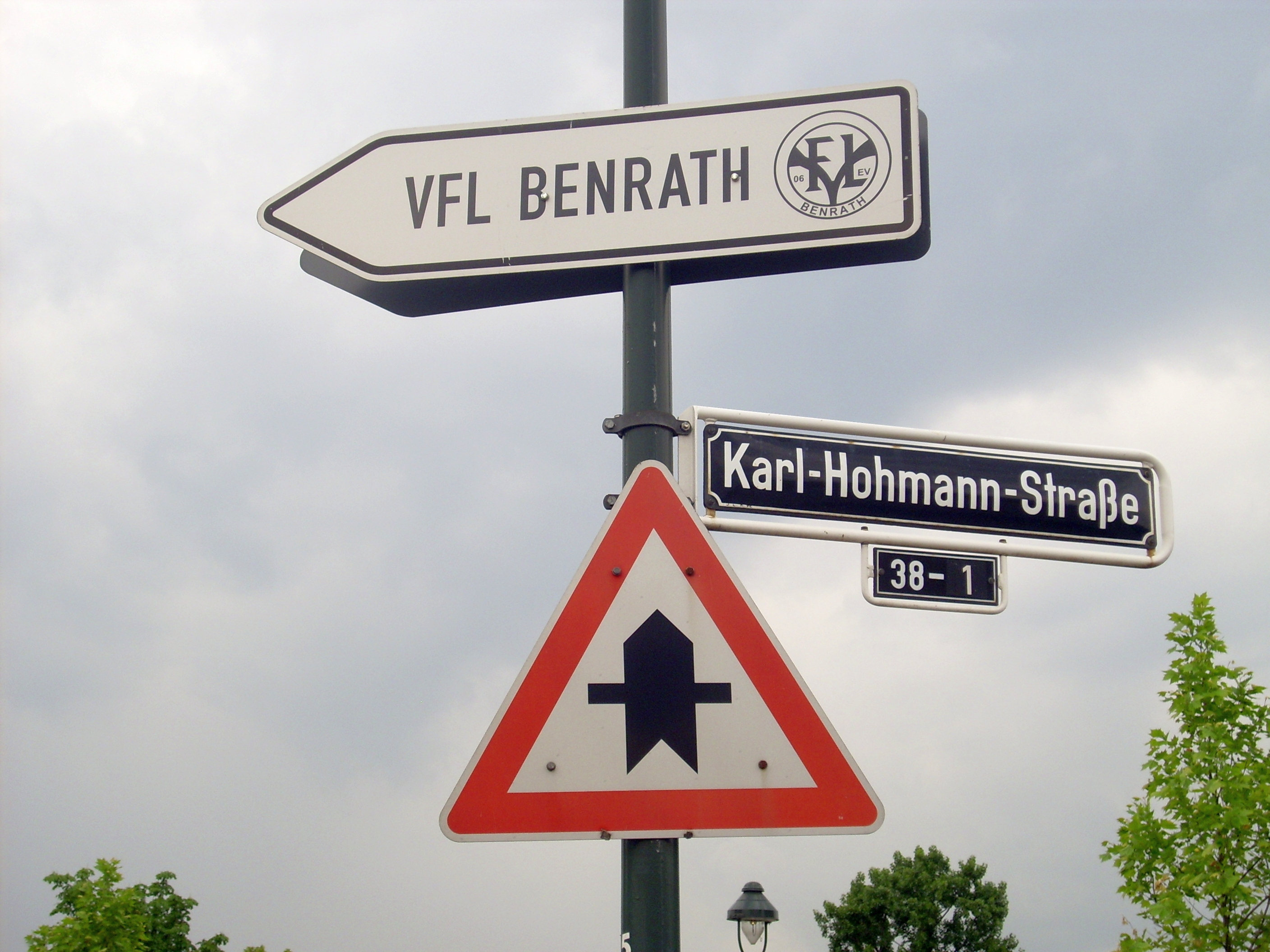
Straßenschild und Wegweiser in Benrath

- Dritter der Weltmeisterschaft 1934
- Gaumeister Niederrhein 1934, 1935
- Westdeutscher Pokalsieger 1932, 1933
- Bezirksmeister Berg-Mark 1930

## Trainerkarriere
Seine erste Trainerstation nahm er von 1947 bis 1949 beim Wuppertaler Stadtteilverein TSG Vohwinkel 80 in der Oberliga West wahr. Im Juni 1949 folgte er Raymond Schwab als Trainer von Rot-Weiss Essen nach und führte den Verein am 1. Mai 1953 zum Pokalsieg. Im ersten offiziellen DFB-Pokalfinale bezwang seine Mannschaft unter anderem mit Fritz Herkenrath, Helmut Rahn, Franz Islacker und Bernhard Termath im Düsseldorfer Rheinstadion Alemannia Aachen mit 2:1. Mit Saisonende 1953/54 beendete er seine Tätigkeit in Essen und wurde von Fritz Szepan abgelöst. Von 1955 bis 1958 trainierte er den Zweitligisten Rheydter Spielverein. Wegen einer schweren Krankheit beendete er 1962 seine Tätigkeit als Trainer.

## Erfolge
- DFB-Pokal-Sieger 1953

## Sonstiges
- Er war auch im Südwesten als Verbandssportlehrer tätig.
- Im Anschluss an seine Trainertätigkeit eröffnete er am Benrather Markt ein Sportgeschäft.
- Am 31. März 1974 starb er an Herzschwäche in einem Benrather Krankenhaus.
- Nach Karl Hohmann wurde eine Straße im Düsseldorfer Stadtteil Benrath und das Stadion des VfL Benrath benannt.